# Cublize
Cublize és un municipi francès situat al departament del Roine i a la regió d'Alvèrnia-Roine-Alps. L'any 2007 tenia 1.215 habitants.

## Demografia

### Població
El 2007 la població de fet de Cublize era de 1.215 persones. Hi havia 457 famílies de les quals 128 eren unipersonals (70 homes vivint sols i 58 dones vivint soles), 111 parelles sense fills, 173 parelles amb fills i 45 famílies monoparentals amb fills.
La població ha evolucionat segons el següent gràfic:
Habitants censats

### Habitatges
El 2007 hi havia 617 habitatges, 466 eren l'habitatge principal de la família, 105 eren segones residències i 45 estaven desocupats. 549 eren cases i 66 eren apartaments. Dels 466 habitatges principals, 322 estaven ocupats pels seus propietaris, 132 estaven llogats i ocupats pels llogaters i 11 estaven cedits a títol gratuït; 1 tenia una cambra, 20 en tenien dues, 81 en tenien tres, 160 en tenien quatre i 204 en tenien cinc o més. 379 habitatges disposaven pel capbaix d'una plaça de pàrquing. A 243 habitatges hi havia un automòbil i a 184 n'hi havia dos o més.

### Piràmide de població
La piràmide de població per edats i sexe el 2009 era:
| Homes | Edats   | Dones |
| ----- | ------- | ----- |
| 8     | 95 o +  | 4     |
| 0     | 90 a 94 | 4     |
| 12    | 85 a 89 | 16    |
| 4     | 80 a 84 | 12    |
| 20    | 75 a 79 | 16    |
| 44    | 70 a 74 | 44    |
| 28    | 65 a 69 | 40    |
| 20    | 60 a 64 | 16    |
| 20    | 55 a 59 | 24    |
| 44    | 50 a 54 | 36    |
| 24    | 45 a 49 | 24    |
| 44    | 40 a 44 | 40    |
| 48    | 35 a 39 | 32    |
| 32    | 30 a 34 | 28    |
| 36    | 25 a 29 | 28    |
| 4     | 20 a 24 | 16    |
| 28    | 15 a 19 | 8     |
| 44    | 10 a 14 | 32    |
| 32    | 5 a 9   | 44    |
| 12    | 0 a 4   | 32    |

## Economia
El 2007 la població en edat de treballar era de 734 persones, 539 eren actives i 195 eren inactives. De les 539 persones actives 500 estaven ocupades (282 homes i 218 dones) i 39 estaven aturades (18 homes i 21 dones). De les 195 persones inactives 71 estaven jubilades, 54 estaven estudiant i 70 estaven classificades com a «altres inactius».

### Ingressos
El 2009 a Cublize hi havia 481 unitats fiscals que integraven 1.212 persones, la mediana anual d'ingressos fiscals per persona era de 17.524 €.

### Activitats econòmiques
Dels 70 establiments que hi havia el 2007, 1 era d'una empresa extractiva, 2 d'empreses alimentàries, 1 d'una empresa de fabricació de material elèctric, 6 d'empreses de fabricació d'altres productes industrials, 12 d'empreses de construcció, 11 d'empreses de comerç i reparació d'automòbils, 4 d'empreses de transport, 10 d'empreses d'hostatgeria i restauració, 1 d'una empresa d'informació i comunicació, 2 d'empreses financeres, 3 d'empreses immobiliàries, 7 d'empreses de serveis, 5 d'entitats de l'administració pública i 5 d'empreses classificades com a «altres activitats de serveis».
Dels 18 establiments de servei als particulars que hi havia el 2009, 1 era una oficina de correu, 2 tallers de reparació d'automòbils i de material agrícola, 3 guixaires pintors, 2 fusteries, 1 lampisteria, 1 electricista, 1 empresa de construcció, 1 perruqueria, 5 restaurants i 1 agència immobiliària.
Dels 4 establiments comercials que hi havia el 2009, 1 era una botiga de menys de 120 m², 2 fleques i 1 una carnisseria.
L'any 2000 a Cublize hi havia 19 explotacions agrícoles que ocupaven un total de 495 hectàrees.

## Equipaments sanitaris i escolars
El 2009 hi havia 2 escoles elementals.

## Poblacions més properes
El següent diagrama mostra les poblacions més properes.